# Bain d'oiseaux
Pour les articles homonymes, voir Bain.

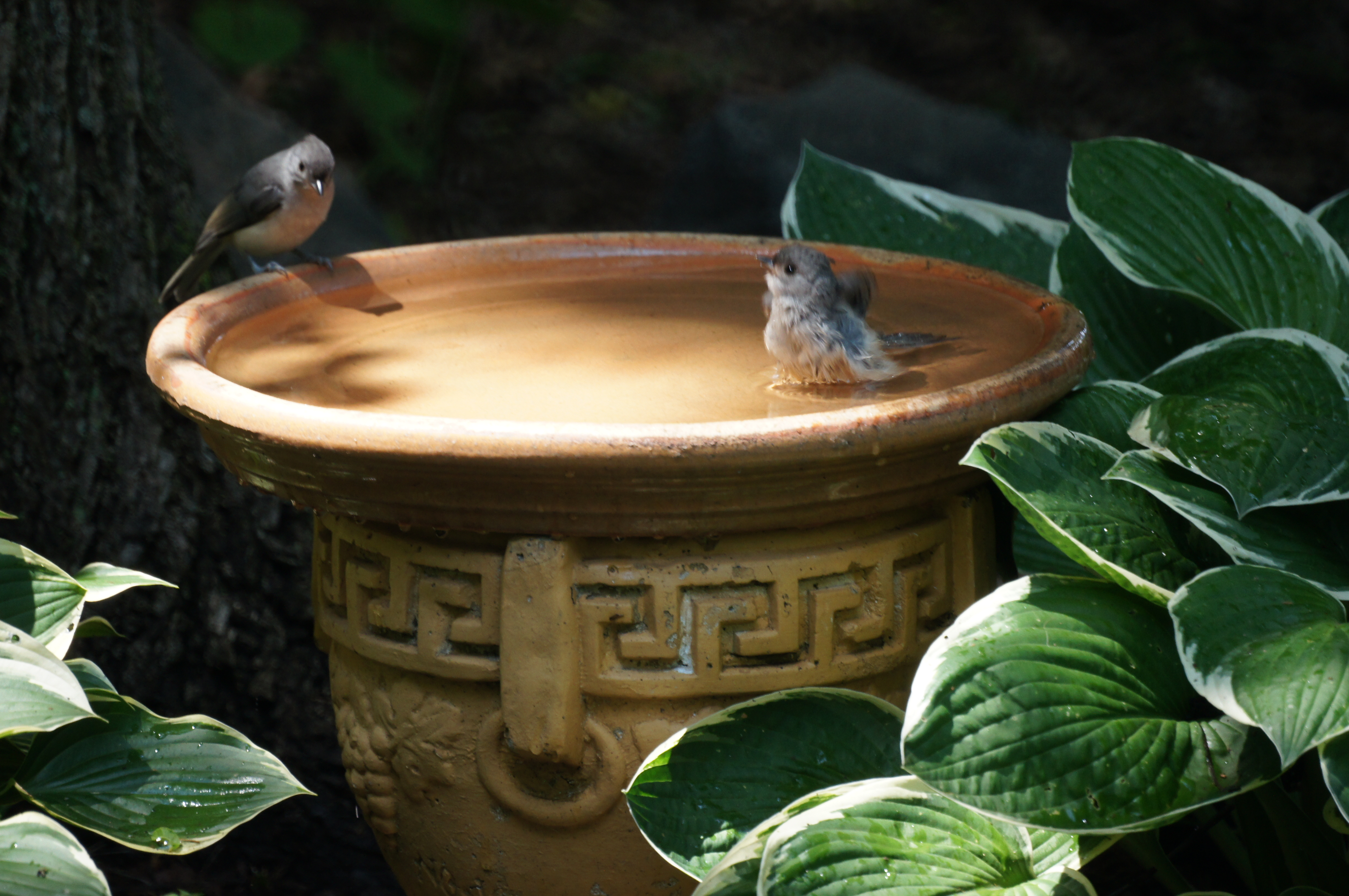
Bain d'oiseaux

Un bain d'oiseaux ou baignoire pour oiseaux est un ornement de jardin visant à attirer les oiseaux. Ce récipient rempli d'eau, conçu le plus souvent en forme de soucoupe, permet à de nombreuses espèces de passereaux de s'y baigner afin de nettoyer leurs plumes, soulager leurs peaux des parasites et s'hydrater. Il se décline sous de nombreux styles et variétés, suspendus ou sur pied. Les modèles classiques, rococos et modernes, demeurent des fantaisies de jardin populaires. La pierre, le ciment, le verre ou la résine de synthèse constituent les matériaux les plus couramment utilisés dans la composition d’une baignoire pour oiseaux.